# IC 3504
IC 3504 је појединачна звијезда у сазвјежђу Дјевица која се налази на листи објеката дубоког неба у Индекс каталогу.
Деклинација објекта је + 6° 53' 12" а ректасцензија 12h 34m 8,0s.